# Robbin Ruiter
Robbin Ruiter (* 25. března 1987, Amsterdam, Nizozemsko) je nizozemský fotbalový brankář, který hraje v nizozemském klubu FC Utrecht.

## Klubová kariéra
V červenci 2012 přestoupil z FC Volendam do FC Utrecht.